# Lemon & Paeroa
Lemon & Paeroa, también conocido como L&P, es un refresco dulce fabricado en Nueva Zelanda. Creado en 1907, se elaboraba tradicionalmente combinando jugo de limón con agua mineral carbonatada de la ciudad de Paeroa, pero ahora es propiedad y fabricado por la multinacional The Coca-Cola Company.
Lemon & Paeroa es una bebida popular en Nueva Zelanda. También está disponible en los supermercados Coles en Australia, en los restaurantes Gourmet Burger Kitchen en el Reino Unido, y en algunas tiendas especializadas. L&P también se usa en cócteles en bares de Nueva Zelanda, particularmente con Southern Comfort.
El eslogan publicitario jocoso "Mundialmente famoso en Nueva Zelanda" se ha convertido en un dicho popular de Nueva Zelanda. Se utiliza para describir artículos que son famosos dentro de Nueva Zelanda pero desconocidos en el resto del mundo, e implica que artículos similares y personas en países más grandes tendrían un perfil de medios mucho más alto y serían famosos en todo el mundo.
En 2005, "Sweet As L&P" con aspartame de edulcorante artificial se introdujo con el eslogan modificado "Famoso en Nueva Zelanda desde hace bastante tiempo", y el producto tradicional comenzó a anunciarse como "Famoso en Nueva Zelanda desde hace siglos".